# Florida Occidental británica
La Florida Occidental Británica fue una colonia del reino de Gran Bretaña desde 1763 hasta 1783, situada en los actuales estados de Luisiana, Misisipi, Alabama y Florida, en EE. UU.
Reino Unido obtuvo la soberanía de este territorio por el tratado de París (1763). Fue recuperada por España tras la victoria de Bernardo de Gálvez en Pensacola (1781) y el tratado de París (1783) 

## Historia
La traumática ocupación británica de La Habana en 1762 durante la guerra de los Siete Años dio lugar al Tratado de París de 1763, que supuso importantes cambios territoriales en Norteamérica. Francia, perdió la práctica totalidad de sus territorios de Nueva Francia frente a Gran Bretaña. España cedió La Florida a Gran Bretaña, y como compensación obtuvo la soberanía de La Luisiana. Además, el territorio de La Florida obtenido por Gran Bretaña comprendía la región históricamente bajo influencia de Luisiana francesa al este de río Perdido hasta río Misisipi.
El ejército británico tomó posesión de Pensacola en 1763. La Florida Occidental experimentó un incremento de población, que llevó aparejado la expansión de las poblaciones. Además, en el plano religioso se edificaron casas parroquiales, suministraran biblias y libros de oración y ayudaran a pagar su pasaje a las colonias.
 

Florida Occidental obtuvo la invitación para enviar delegados al Primer Congreso Continental (1774) que se convocó para presentar las quejas coloniales contra el Parlamento británico a Jorge III, pero al igual que sucediera con Florida Oriental, declinaron la invitación. Durante la guerra de Independencia de Estados Unidos (1775-1783) los colonos ingleses de Florida apoyaron mayoritariamente la opción lealista. Tras la fallida Expedición de Willing de 1778, que fue derrotada por una milicia en el río Misisipi, se amplió la dotación militar de Florida Occidental.

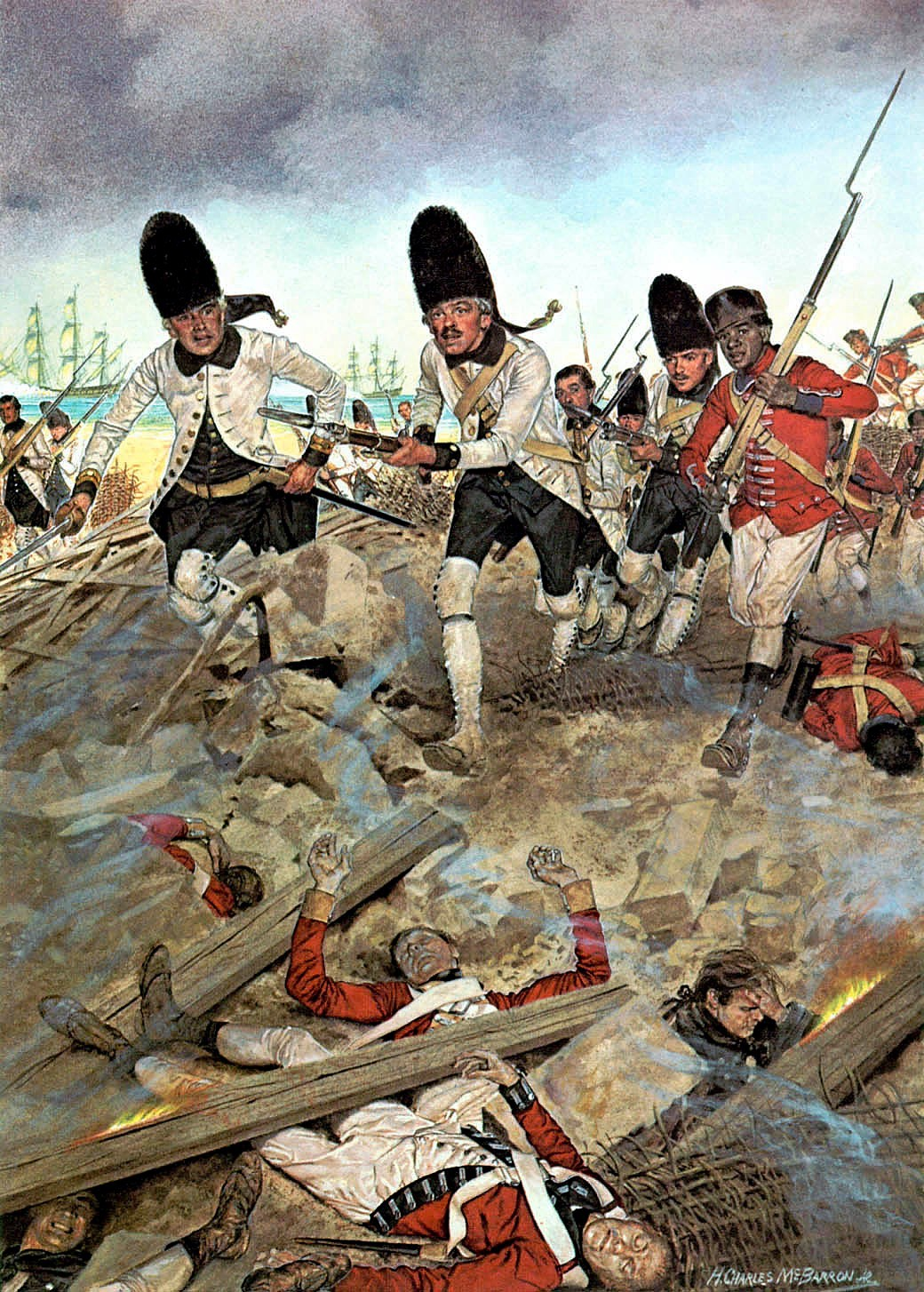
Las tropas españolas asaltan Pensacola en 1781

Tras el tratado de Aranjuez (1779), España entró en la Guerra de la Independencia de Estados Unidos del lado de Francia.  El ejército español de Bernardo de Gálvez desde la Luisiana española y derrotaron a los británicos en Baton Rouge y Mobile. La victoria definitiva de la campaña de la Costa del Golfo tuvo lugar en 1781 con la captura de Pensacola y su guarnición. Como parte de la Paz de París de 1783, Gran Bretaña cedió los territorios de Florida Occidental y Florida Oriental a España.
Cuando España adquirió Florida Occidental en 1783, el límite oriental británico era el río Apalachicola, pero España lo trasladó hacia el este hasta el río Suwannee en 1785. El propósito era transferir San Marcos y el distrito de Apalachee del Este de Florida al Oeste de Florida.

## Organización política
Para la administración del territorio la colonia fue dividida en la colonia de Florida Oriental, con capital en San Agustín, y la colonia de Florida Occidental, con Pensacola. 
Se estableció la organización administrativa, económica y social de las demás colonias británicas en América. La proclamación real (1763) que estableció la Florida Occidental servía a modo de constitución. George Johnstone fue designado como el primer gobernador británico y, en 1764, se estableció una asamblea colonial. La colonia se administraba por un gobernador local, un vicegobernador, un consejo asesor de doce miembros como cámara alta u una cámara baja de catorce miembros. La Asamblea General o cámara alta carecía de autonomía y se reunía a instancias del gobernador. Las leyes aprobadas se ceñían a asuntos fuera de la competencia directa del rey Jorge III. Además, existió un presidente de la Corte Suprema, secretario provincial y el fiscal general de Florida Occidental designador por el Parlamento.

## Población y demografía
La soberanía británica de Florida supuso el exilio de los españoles, incluida una importante cantidad de indígenas españoles, quienes se trasladaron a otros territorios de la Capitanía General de Cuba. Los franceses de la región de Mobile y de influencia de Nueva Orleans permanecieron en la Florida Occidental Británica. 
Por otra parte, con la Proclamación Real de 1763 promovió el asentamiento de los ingleses procedente de las Trece Colonias, aliviando las demandas de nuevas concesiones de terrenos existentes.Los primeros ingleses establecidos en Florida Occidental fueron los relacionados con el nuevo gobierno o el ejército.
Además, Reino Unido propició el establecimiento de los hugonotes franceses con la fundación de la efímera Campbelltown y de los calvinistas del Palatinado. También se permitió el establecimiento de los acadianos franceses expulsados por Reino Unido de la anterior Nueva Francia, quienes sin embargo optaron por establecerse en Luisiana española.

En el periodo de 1763 y 1767 la población no indígena de Florida Occidental era de aproximadamente 2.000 habitantes, localizados en Pensacola, Mobile, las regiones costeras y Natchez. Según un historiador, 
Un análisis aproximado del registro arroja resultados interesantes. De los aproximadamente quinientos nombres que hay en el registro, aproximadamente cuatrocientos parecen ser de ascendencia inglesa, escocesa o irlandesa. De éstos, poco menos de cien ocupan claramente cargos oficiales. Probablemente esto explica su presencia en la colonia. Se inscriben como concesionarios unos setenta franceses. Sin duda, siete concesionarios parecen ser hebreos, tres parecen ser alemanes de Pensilvania, dos alemanes de la Costa de Alemania [es decir, la costa al oeste de Mobile] y otros tres concesionarios podrían ser italianos o españoles.

## Economía

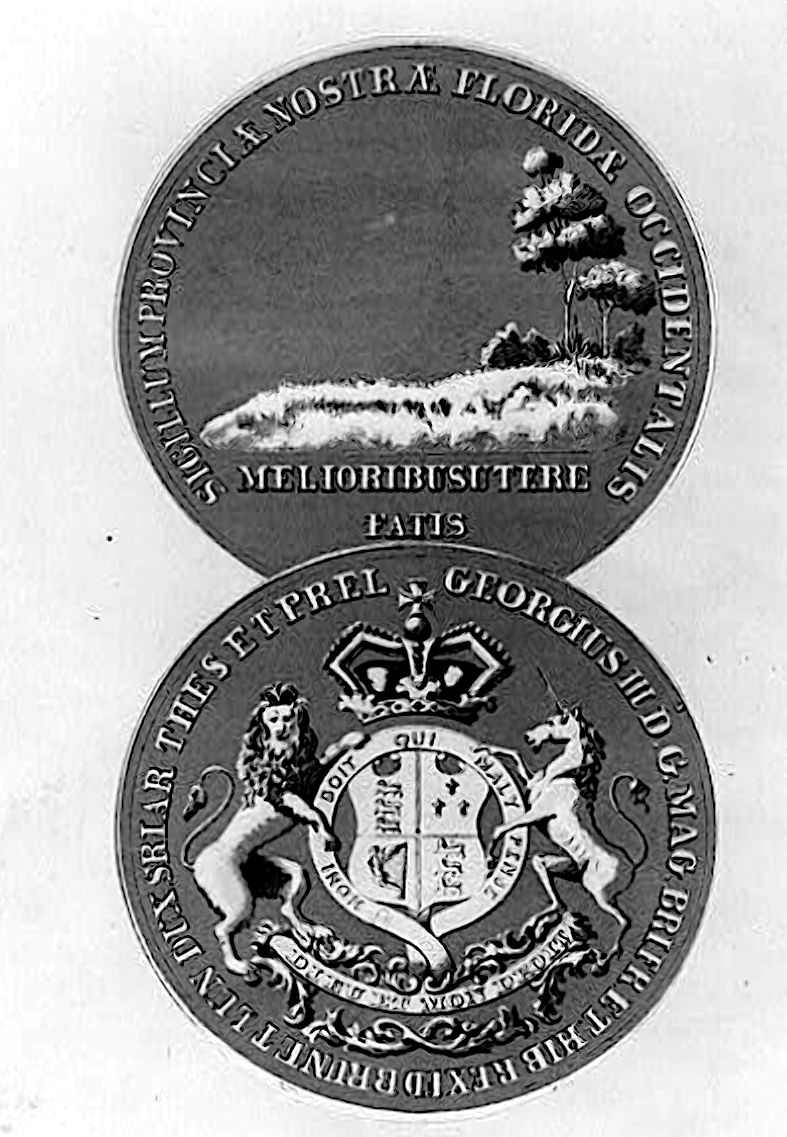
Sello de la provincia de Florida Occidental adjunto a patentes británicas

La base de la economía en Florida Occidental fue la agricultura con concesiones de menor tamaño que en el resto de las Trece Colonias, con un empleo de esclavos a menor escala que en éstas. Se mantuvieron las relaciones comerciales con los indígenas creek y choctaw. Entre los cultivos más significativos destacó el de índigo.Los principales centros de comercio fueron Pensacola y, en menor medida, Mobile. Además, se realizaba comercio de contrabando con Luisiana española por lo que la moneda en circulación eran los reales de plata españoles.